# 津久見建設
津久見建設株式会社（つくみけんせつ）は、神奈川県横浜市旭区に本社を置く建設会社。

## 沿革
- 1976年（昭和51年）06月 - 津久見建設株式会社を横浜市旭区二俣川に設立。資本金300万円
- 1985年（昭和60年）08月 - 旭区二俣川2丁目21番地1に本社ビル完成、資本金を1,200万円に増資
- 2005年（平成17年）05月 - 資本金を5,000万円に増資
- 2007年（平成19年）05月 - 東戸塚支店開設
- 2009年（平成21年）02月 - つくみ住研株式会社設立
- 2009年（平成21年）08月 - ティ・ワークス株式会社設立 東戸塚支店を統合
- 2011年（平成23年）09月 - つくみホームズ株式会社を請負会社として事業開始
- 2012年（平成24年）04月 - 六角橋店開設
- 2014年（平成26年）10月 - ツクミエステート株式会社設立 六角橋店を統合
- 2015年（平成27年）04月 - 横浜支店開設
- 2016年（平成28年）09月 - 株式会社TK'Sランド設立 横浜支店を統合